# Вербицький Олексій Миколайович
Олексі́й Микола́йович Верби́цький (12 травня 1989 — 21 серпня 2014) — солдат Збройних сил України, учасник російсько-української війни.

## Життєпис
Народився 1989 року в селі Чупахівка (також вказується Оленинське) Охтирського району Сумської області. Закінчив 2006 року Чупахівську ЗОШ. Захоплювався грою на гітарі. 2007-го здобув професію водія, 2008-го — електрогазозварювальника, працював в Охтирській молочній компанії «Славія». 2010-го пройшов строкову службу, водій транспортної заряджаючої машини.
Мобілізований в травні 2014-го, механік-водій, 27-й реактивний артилерійський полк. В середині липня у складі підрозділу мобілізований до Донецької області.
21 серпня 2014-го загинув під час обстрілу вогневих позицій підрозділу поблизу села Старогнатівка, весь обгорів від стрільнів з «Ураганів» — був за кермом, черговий водій. Стверджують, що перед смертельним пораненням устиг витягти з кабіни пораненого побратима. Тоді ж загинув капітан 17-ї бригади Сергій Лимарь.
Без Олексія лишились батьки та сестра.
24 серпня 2014-го похований в селі Оленинське, Охтирський район.

## Нагороди та вшанування
За особисту мужність і героїзм, виявлені у захисті державного суверенітету та територіальної цілісності України, вірність військовій присязі під час російсько-української війни, відзначений — нагороджений
- орденом «За мужність» III ступеня (посмертно)
- в травні 2015-го на фасаді Чупахівської ЗОШ відкрито меморіальну дошку Олексію Вербицькому та Юрію Бережному
- Вшановується 21 серпня на щоденному ранковому церемоніалі вшанування українських захисників, які загинули цього дня у різні роки внаслідок російської збройної агресії[1]
- Його портрет розміщений на меморіалі «Стіна пам'яті полеглих за Україну» у Києві: секція 3, ряд 4, місце 10